# Jean-Pol Fargeau
Compléments
Collaboration aux scénarios de Claire Denis
Jean-Pol Fargeau, né en 1950 à Marseille, est un dramaturge et scénariste français de cinéma.

## Biographie
Jean-Pol Fargeau est un auteur de théâtre et un musicien. Il commence ses collaborations au cinéma avec Claire Denis dès 1988 pour l'écriture du scénario de Chocolat et participera alors à presque de tous ses films. En 1999, il collabore aussi à l'écriture du scénario de Pola X de Léos Carax, inspiré de Pierre ou les Ambiguïtés d'Herman Melville.

## Œuvre
- 1983 : Daniel et le monde
- 1983 : Hôtel de l'homme sauvage
- 1985 : Voyager
- 1987 : Ici-bas
- 1987 : Wilhelm Meister
- 1989 : Brûle, rivière, brûle
- 1991 : Biaboya, alors ?
- 1995 : Beaucoup Love

## Scénarios pour le cinéma
- 1988 : Chocolat de Claire Denis
- 1990 : S'en fout la mort de Claire Denis
- 1996 : Nénette et Boni de Claire Denis
- 1999 : Pola X de Léos Carax
- 1999 : Beau Travail de Claire Denis
- 2001 : Trouble Every Day de Claire Denis
- 2001 : Veloma
- 2002 : Le Troisième Œil de Christophe Fraipont
- 2003 : Les Marins perdus de Claire Devers
- 2004 : L'Intrus de Claire Denis
- 2004 : À ce soir
- 2006 : Welcome Europa
- 2007 : Déjà vu (téléfilm)
- 2008 : 35 rhums de Claire Denis
- 2013 : Les Salauds de Claire Denis
- 2013 : Je m'appelle Hmmm... d'Agnès B.
- 2018 : High Life